# Frank Smith (Pianist)
Frank Smith (* 22. Februar 1932; † 17. November 1999) war ein US-amerikanischer Jazzmusiker (Piano), der vor allem in der Musikszene von Kansas City, Missouri bekannt war.

## Leben und Wirken
Smith wuchs in der Nähe des Jazzviertels 18th and Vine in Kansas City, Missouri, auf. Er besuchte die Grundschule der Santa Monica School (später Hogan Prep Academy) und wurde als Kind von den Künstlern beeinflusst, die in den Jazzlokalen seiner Gegend auftraten, wie etwa der Sänger Orestes „Rusty“ Tucker. Er besuchte die R.T. Coles High School (später Lincoln Prep High School), wo er Gitarre in der Schulband spielte und Musiktheorie und Komposition bei Leo Davis, dem Bandlehrer der Schule, studierte.
Im Alter von 17 Jahren begann Smith Klavier zu lernen. Obwohl Clyde Washington sein Mentor war, war Smith größtenteils Autodidakt. Nach der High School bekam er seinen ersten Job am Veranstaltungsort El Capitan und gründete kurz darauf das Frank Smith Trio.  In den 1960er-Jahren trat er mit seinem Trio (dem zeitweise auch der Schlagzeuger Marvin Pattillo angehörte) in Kansas City auf; ein Rundfunkmitschnitt (WDAF Radio Presents Kansas City Jazz '65) entstand 1965 („Feeling Mighty Low“). Das Frank Smith Trio spielte in bekannten Jazzlokalen in Kansas City wie dem Playboy Club, The Alameda, The Mardi Gras, The Hyatt Regency und im City Light.
Im Laufe seiner Karriere arbeitete Smith auch mit Künstlern wie Anita O’Day, Coleman Hawkins, Miles Davis und Clark Terry zusammen; Aufnahmen entstanden mit Michael Pedicin, Claude Williams’ Kansas City Giants, Jimmy McConnell und mit Jim Mair/Carmell Jones. Im Bereich des Jazz war er laut Tom Lord zwischen 1937 und 1993 an zehn Aufnahmesessions beteiligt, etwa mit Jimmie Noone und mit Preston Love. Er schrieb auch mehrere Jingles für Werbespots in Kansas City. Darüber hinaus tourte er mehrmals in Japan; in Tokio entwickelte er sich zu einem lokalen Favoriten. Smith erlitt Anfang der 1990er Jahre während eines Routineeingriffs eine Hirnverletzung; sein letzter Auftritt fand drei Wochen vor seinem Tod am 17. November 1999 im Rozzelle Court des Nelson-Atkins Museum of Art in Kansas City statt.